# Джеймс Медісон
Джеймс Ме́дісон молодший (англ. James Madison Jr.; «Батько Конституції»; 16 березня 1751, Порт-Конвей — 28 червня 1836) — 4-й президент США у 1809–1817 рр., один із основних авторів Конституції США та Білля про права.

## Життєпис
Народився у заможній віргінській родині. Навчався вдома і в приватних школах, потім закінчив Коледж Нью-Джерсі. У думках, ставати адвокатом чи священником, Медісон долучився до війни за незалежність, а отже, до політичного життя у громаді і штаті. Погане здоров'я завадило йому служити у війську.
У 1780 році обраний делегатом Континентального конгресу, де він відіграв важливу роль. Був одним з найвпливовіших прихильників скликання установчого конвенту. Приїхав до Філадельфії з проєктом нового уряду, вів докладні записи засідань, понад 150 разів брав слово і безупинно працював у різних комісіях. Як один з авторів «Федераліста» був провідною постаттю і в змаганнях за ратифікацію Конституції. Після конвенту був обраний до Палати представників, допоміг скласти Білль про права і організувати діяльність федерального уряду. За часів Джефферсона служив державним секретарем. Виступав разом з Томасом Джефферсоном проти Александера Гамілтона в боротьбі між демократичнішими поглядами Джефферсона й аристократичними, властивими правлячому класові — Гамілтона. Як міністр закордонних справ уряду Джефферсона 1801—1809, Медісон зробив Луїзіанську покупку і вів переговори з Джеймсом Монро.
У 1809 році заступив Джефферсона на посаді президента. Під час його правління велася війна з Англією 1812. У відставці надалі висловлювався з політичних питань.

## Цікаві факти
- Під час другого президентства Джеймса Медісона з'явилися такі всесвітньо відомі символи Сполучених Штатів, як жартівливий образ країни під іменем «Дядечко Сем» і текст гімну США.
- Під час президентства Медісона, 35-річний юрист і поет-аматор Френсіс Скотт Кі написав текст американського гімну, ставши свідком британського обстрілу форту Мак-Генрі в Балтиморі у 1812 році. Пісня стала популярною серед американських патріотів. Пісня офіційно виконувалась офіцерами Військово-морських сил США. Хоча офіційним гімном країни вона стала значно пізніше.
- За Медісона остаточно розпалася Федералістська партія, яка відмовилася підтримати війну.
- Медісон перший президент США, який вступив на посаду якій передувала посада Державного секретаря, а не віце-президента, як у Джона Адамса та Томаса Джефферсона (займав посаду державного секретаря перед вступом у повноваження віце-президента)

## Праці
- Записки Федераліста. Політичні есе Александера Гамільтона, Джеймса Медісона та Джона Джея [Архівовано 5 грудня 2021 у Wayback Machine.]